# Hypericum revolutum
Hypericum revolutum is een soort uit de hertshooifamilie (Hypericaceae). Het is een groenblijvende meerstammige struik of kleine boom. Deze kan een groeihoogte van 3 meter bereiken. De stam heeft een geschubde schors met een roodbruine kleur. De takken hangen naar beneden. De heldergroene smalle puntige bladeren zijn langs de randen gerold, staan tegenover elkaar en dicht bij elkaar geplaatst. Bij pletting geven ze een duidelijke geur van curry af. 
De bloemen hebben een heldergele kleur en bloeien in de zomer en herfst. De vruchten zijn roodbruine capsules waarin zich de zaden bevinden.
De soort groeit in koele vochtige gebieden en is kenmerkend voor de Afromontane flora. Hij groeit tussen 1400 en 2593 meter hoogte. 
De soort komt voor in Zuidwest-Arabië, in de Afromontane zones van Oost-Afrika tot aan de Kaap in Zuid-Afrika. Verder komt de soort ook voor in het Kameroens Hoogland en op het voor de kust van West-Afrika gelegen eiland Bioko.